# Trypogeus coarctatus

Trypogeus coarctatus  (лат.) — вид жуков-усачей рода Trypogeus из подсемейства Dorcasominae. Юго-Восточная Азия: Суматра (Индонезия).

## Описание
Среднего размера жуки-усачи (длина самцов 10—12 мм, ширина 3,6 мм; длина самок 14—16 мм, ширина 14 мм), желтовато-коричневого цвета. Последние три членика усиков жёлтые. Усики достигают конца надкрылий. Пронотум цилиндрический. Надкрылья узкие и сравнительно короткие. Вид был впервые описан в 2006 году, а его валидность подтверждена в 2015 году в ходе родовой ревизии, проведённой испанским энтомологом Эдуардом Вивесом (Eduard Vives, Museu de Ciuències Naturals de Barcelona, Террасса, Испания).